# Svartviran

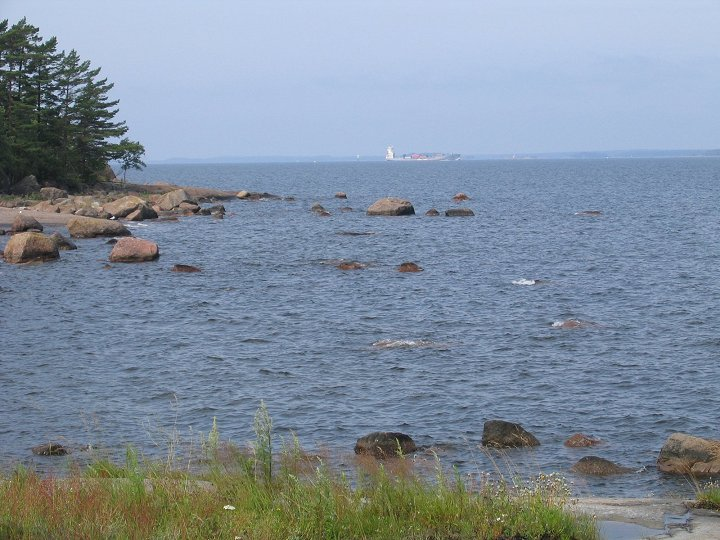
Utsikten från Svartviran.

Svartviran (på finska: Mustaviiri), ö i Pyttis kommun Södra Finlands län. Ön tillhör Östra Finska vikens nationalpark.
På ön finns en av mätpunkterna ("Svartvira") på Struves meridianbåge, ett av Unescos världsarv. Punkten uppmättes 1833 och är än idag en av Finlands geodetiska huvudpunkter.